# Andrena simulata
Andrena simulata är en biart som beskrevs av Smith 1879. Andrena simulata ingår i släktet sandbin, och familjen grävbin. Inga underarter finns listade i Catalogue of Life.